# Eupithecia subsequaria
Eupithecia subsequaria là một loài bướm đêm trong họ Geometridae.